# Олга Кијевска
Блажена Олга Кијевска (рус. Ольга Киевская), позната и као Олга Прекрасна и Света Јелена (890—969) била је владарка Кијевске Русије у периоду од 945. до 963. као регент свом сину Свјатославу I Кијевском. Позната је као прва руска владарка која је примила хришћанство.
Родила се око 890. године у селу Вибутска, у близини данашњег града Пскова. Била је супруга кијевског кнеза Игора Рјуриковича. Олга је по смрти мужа постала регент Игоровом наследнику и свом трогодишњем сину. Када јој је древљански кнез Мал послао брачну понуду, поручила је да пристаје, али да прво мора послати своје највише сараднике у Кијев да се упознају са будућим поданицима. Мал је пристао, а Олга је испочетка госте лепо примила да би их потом на превару спалила. Она је потом покренула поход на обезглављене Древљане и освојила њихову земљу.
Године 957. Олга је дошла у Цариград где се крстила, док је церемонију детаљно описао Константин VII Порфирогенит. На крштењу је узела име Јелена, по првој хришћанској царици Јелени, мајци Константина Великог.
Након што је Свјатослав постао кнез, обављала је управне послове док је Свјатослав ратовао. Умрла је 11. јула 969. године у време опсаде Кијева од стране Печенега, док је њен син Свјатослав ратовао са Бугарима.
Двадесет година након њене смрти, њен унук Владимир I Велики примио је хришћанство и крстио Руску земљу. Подигао је камену цркву у име Пресвете Богородице (звана Десетак, јер је Владимир на њу дао десети део своје имовине), и договоривши се са митрополитом Кијевским Леонтијем, свети Владимир је извадио мошти свете Олге, читаве, нетрулежне и миомирисне, и пренео их у ову цркву где се и данас налазе.
Православна црква прославља Свету Олгу као равноапостолну 11. јула по јулијанском календару.